# Tachyeres pteneres
L'anatra vaporiera di Magellano (Tachyeres pteneres (J.R.Forster, 1844)) è un uccello della famiglia Anatidae, diffuso in Cile e Argentina.

## Distribuzione e habitat
L'areale di questa specie si estende dal Cile centro-meridionale alla Terra del Fuoco.